# Kohavision
Kohavision est une chaîne de télévision privée kosovare.

## Histoire
Kohavision diffuse pour la première fois en 2000. Elle se développe sous la direction de Veton Surroi ; après son entrée en politique, sa sœur Flaka Surroi reprend la direction du groupe Koha Group. Elle commence par un programme de 2 heures par jour puis diffuse tout le temps.

## Traduction
- (en) Cet article est partiellement ou en totalité issu de l’article de Wikipédia en anglais intitulé « Kohavision » (voir la liste des auteurs).

1. ↑  (en) Katrin Klingan, Leap Into the City : Chișinău, Sofia, Pristina, Sarajevo, Warsaw, Zagreb, Ljubljana : Cultural Positions, Political Conditions : Seven Scenes from Europe, Distributed Art Pub Incorporated, 2006, 597 p. (ISBN 9783832177126, lire en ligne), p. 543